# Calles (Valence)
Pour les articles homonymes, voir Calles.
Calles (en valencien et en castillan) est une commune d'Espagne de la province de Valence dans la Communauté valencienne. Elle est située dans la comarque de Los Serranos et dans la zone à prédominance linguistique castillane. En été, sa population va jusqu'à tripler en raison de l'affluence touristique.

## Géographie

Localisation de Calles
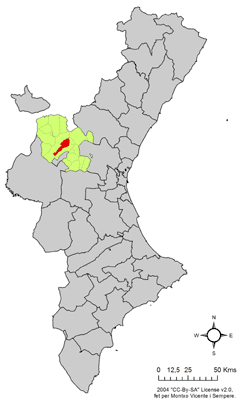
dans la Communauté valencienne.
dans la comarque de Los Serranos.

### Localités limitrophes
Le territoire municipal de Calles est voisin de celui des communes suivantes :
Andilla, Chelva, Domeño et Higueruelas, toutes situées dans la province de Valence.

## Démographie
| 1990 | 1992 | 1994 | 1996 | 1998 | 2000 | 2002 | 2004 | 2005 |
| ---- | ---- | ---- | ---- | ---- | ---- | ---- | ---- | ---- |
| 463  | 404  | 418  | 435  | 434  | 434  | 419  | 384  | 390  |

## Administration
Liste des maires, depuis les premières élections démocratiques.
| Législature | Nom du Maire                 | Parti politique |
| ----------- | ---------------------------- | --------------- |
| 1979-1983   |                              |                 |
| 1983-1987   |                              |                 |
| 1987-1991   |                              |                 |
| 1991-1995   |                              |                 |
| 1995-1999   |                              |                 |
| 1999-2003   | Eladio Cutanda Solaz         | PSPV-PSOE       |
| 2003-2007   | Angel Valero Solaz           | PP              |
| 2007-2011   | Angel Valero Solaz           | PP              |
| 2011-2015   | Angel Valero Solaz           | PP              |
| 2015-2019   | Angel Valero Solaz           | PP              |
| 2019-2023   | Maria Consuelo García García | PP              |
| 2023-2027   | Maria Consuelo García García | PP              |

### Sources
- (es) Cet article est partiellement ou en totalité issu de l’article de Wikipédia en espagnol intitulé « Calles (Valencia) » (voir la liste des auteurs).